# Hauptstadtfrage der Schweiz
Bei der Gründung des schweizerischen Bundesstaates entstand eine Kontroverse darüber, ob die Schweiz eine Hauptstadt (anstelle der bis damals wechselnden «Vororte») haben solle, und wenn ja, welche. Sie endete in einem Kompromiss: Am 28. November 1848 wählten der National- und Ständerat die Stadt Bern als Bundessitz der Schweiz, wogegen Lausanne, Luzern und Zürich Standort für andere hohe Institutionen des Bundes sein sollten.
Die Festschreibung Berns als Sitz des Bundesrates (Exekutive) und als Sitz der Bundesversammlung (Legislative) geschieht heute im Regierungs- und Verwaltungsorganisationsgesetz beziehungsweise im Parlamentsgesetz. Aus föderaler Rücksichtnahme wird Bern jedoch nicht «Hauptstadt» oder «Bundeshauptstadt», sondern «Bundesstadt» genannt. In keiner der drei Bundesverfassungen wurde je eine «Bundesstadt», «Bundeshauptstadt» oder «Hauptstadt» festgeschrieben.
Weil Bern in einem modernen Staatsverständnis alle Zentrumsfunktionen einer Hauptstadt erfüllt, verwendet der Gemeinderat der Stadt Bern (Stadtregierung) in jüngster Zeit vermehrt den Begriff «Hauptstadt». In der französischsprachigen und in der italienischsprachigen Schweiz wird Bern umgangssprachlich ebenfalls als «Capitale», sprich «Hauptstadt», bezeichnet. Die amtliche Bezeichnung lautet in diesen Sprachen «Ville fédérale» bzw. «Città federale».

## Alte Eidgenossenschaft (bis 1798)

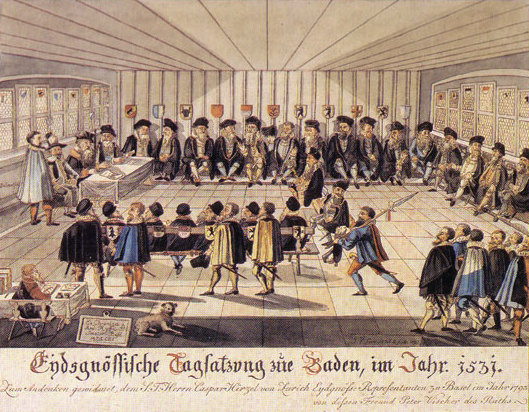
Tagsatzung von 1531 in Baden (spätere historisierende Darstellung).

Bis 1798 war die Schweiz ein Bündnis souveräner Kantone. Die Tagsatzung diente als Versammlung der Gesandten der einzelnen Kantone. Als Tagungsort war nicht eine bestimmte Ortschaft festgelegt. Die Tagsatzung fand an verschiedenen Orten statt (wie zum Beispiel Frauenfeld), am häufigsten und zwischen 1528 und 1712 fast ausschliesslich in Baden, dessen Bäder die Gesandten anzogen. Ab 1712 wurde Frauenfeld erneut zum Tagungsort der Gesandten. Diese Abwechslung (auch unter Berücksichtigung, dass die französische Botschaft in der Schweiz ihren Sitz in Solothurn hatte) stellt ein «Bild des alteidgenössischen Polyzentrismus» dar.

## Helvetische Republik (1798–1803)
1798 wurde die Helvetische Republik als zentralistischer Staat nach französischem Muster proklamiert. Die erste helvetische Verfassung legte in Artikel 17 fest, dass Luzern als provisorische Hauptstadt dienen soll und dass die definitive Entscheidung über den Sitz der zentralen Behörden von den gesetzgebenden Räten (Grosser Rat und Senat) gefällt werden muss. Der Basler Politiker und Revolutionär Peter Ochs warb in der Zwischenzeit für seine Heimatstadt, weil sie mit Paris besser vernetzt sei als Luzern und weniger unter dem negativen Einfluss des Priestertums stehe. Die konstituierende Sitzung der gesetzgebenden Räte wurde aber für den 12. April 1798 nach Aarau einberufen, welche Aarau als provisorische Hauptstadt erklärten; dort installierte sich auch die Regierung (Direktorium). Da die für die helvetischen Behörden in Aarau zur Verfügung stehenden Lokalitäten als ungeeignet erachtet wurden, widerriefen die gesetzgebenden Räte Anfang August 1798 die Einsetzung von Aarau als provisorische Hauptstadt. Zur Wahl stellten sich Zürich, Basel, Luzern, Bern, Solothurn und Freiburg; im letzten Wahlgang obsiegte Luzern mit 61 zu 57 Stimmen über Bern. Ab dem 4. Oktober 1798 diente Luzern als Hauptstadt. Weil die Stadt im Zweiten Koalitionskrieg in den Frontbereich geriet, wurde die Hauptstadt am 28. Mai 1799 nach Bern verlegt. Im Sommer 1802 zerfiel die Helvetische Republik infolge des Abzuges der französischen Interventionstruppen; die helvetischen Behörden mussten daher ihren Amtssitz im September 1802 nach Lausanne verlegen.

## Mediation (1803–1813)
Die von Napoleon persönlich diktierte Mediationsakte begründete eine Neuordnung des nun erstmals als «Schweizerische Eidgenossenschaft» bezeichneten Staates. Gemäss der Mediationsakte waren die Kantone Freiburg, Bern, Solothurn, Basel, Zürich und Luzern rotierend für je ein Jahr «Directorial-Kanton». Der Schultheiss oder Bürgermeister dieses Kantons wurde als «Landammann der Schweiz» bezeichnet. Es wurde eine eidgenössische Kanzlei gebildet, welche jedes Jahr mit allen Akten umzuziehen hatte. Die Tagsatzung wurde in die Hauptstadt des jeweiligen Directorial-Kantons einberufen. Der Turnus begann mit Freiburg im März 1803.

## Restauration (1813–1830) und Regeneration (1830–1848)
Die Restauration nach dem Zerfall des napoleonischen Kaiserreiches und damit auch dem Ausserkrafttreten der Mediationsakte brachte eine teilweise Rückkehr zu den Verhältnissen der Alten Eidgenossenschaft. In der Übergangsperiode ab Ende 1813 übernahm zuerst Zürich die Rolle des Bundessitzes. Der Bundesvertrag vom 8. September 1814 (in Kraft ab 7. August 1815) legte fest, dass «die Leitung der Bundesangelegenheiten, wenn die Tagsatzung nicht versammelt ist, einem Vororte, mit den bis zum Jahr 1798 ausgeübten Befugnissen, übertragen» wird. «Der Vorort wechselt unter den Kantonen Zürich, Bern und Luzern, je zu zwei Jahren.» Die Tagsatzung, bestehend aus den Gesandten der Kantone, «versammelt sich in der Hauptstadt des jeweiligen Vororts»; «der im Amt stehende Bürgermeister oder Schultheiß des Vororts führt den Vorsitz». Dem Vorort ist eine «eidgenössische Kanzlei» beigeordnet, welche folglich alle zwei Jahre ihren Amtssitz wechselt.
Die Regeneration als liberale Erneuerung vermochte sich ab 1830 in vielen Kantonen durchzusetzen; der Bundesvertrag von 1815 mit seiner Regelung des rotierenden Bundessitzes blieb aber bis 1848 in Kraft. Im Entwurf der Bundesurkunde von 1832 fand sich die Idee einer zentralen Hauptstadt, in der die Bundesversammlung, der Bundesrat und die wesentlichen Bundesbehörden angesiedelt werden sollten. Dieser Entwurf scheiterte aber am Widerstand sowohl zentralistischer als auch radikal föderalistischer Kreise.

## Bundesstaat (ab 1848)
Die Bestimmung der Hauptstadt der Schweiz wurde in der Bundesverfassung von 1848 an den Gesetzgeber delegiert: In Art. 108 wurde festgehalten, dass der «Sitz der Bundesbehörden» (Bundesversammlung, Bundesrat und Bundesverwaltung) der Gesetzgebung durch die Bundesversammlung unterstehe. Für den Rechtswissenschaftler Alfred Kölz ist diese Wortwahl «Sitz der Bundesbehörden» kein Zufall: Man wollte keine «Hauptstadt» als politisches oder kulturelles Zentrum (wie London, Paris oder Wien) in der Schweiz.
Im November 1848 einigten sich die Räte darauf, das Rotationsprinzip abzuschaffen. Offen blieb, welche Stadt oder welcher Ort zur Hauptstadt werden sollte. Auch die Frage, ob eine Kantonshauptstadt gleichzeitig Bundesstadt werden konnte, wurde diskutiert. Sogar die Neugründung einer Stadt als Regierungs- und Parlamentssitz (eine sogenannte Planhauptstadt, wie beispielsweise Washington in den Vereinigten Staaten) wurde in Betracht gezogen.
Für die Wahl der Bundesstadt durch die Bundesversammlung vom 28. November 1848 standen als ernsthafte Kandidaten die drei ehemaligen Vororte Zürich, Bern und Luzern zur Wahl.
Luzern wurde als ehemaliges Haupt des Sonderbundes angesehen, was gegen eine glaubwürdige Kandidatur sprach. Der Wettbewerb zwischen Bern und Zürich, bereits vorhanden in der Alten Eidgenossenschaft, wurde zum Kampf um die Hegemonie im neuen Bundesstaat.

### Die Wahl der Bundesstadt
Vor der Wahl gab es eine Diskussion in der dafür zuständigen Kommission des Nationalrates, ob der Nationalrat und der Ständerat in zwei unterschiedlichen Städten tagen könnten. Diese Möglichkeit wurde aber von der Kommission als unzweckmässig verworfen. Die Kommission beantragte, dass die Wahl des künftigen «Bundesorts» in der Vereinigten Bundesversammlung, das heisst in gemeinsamer Sitzung beider Räte, getroffen werden sollte. Die Räte entschieden sich aber dafür, die Wahl mit «in beiden Räthen getrennt vorzunehmender Abstimmung» vorzunehmen.
Die Wahl fiel am 28. November 1848 in beiden Räten bereits im ersten Wahlgang auf Bern. Im Nationalrat stimmten 58 Abgeordnete für Bern, 35 für Zürich, 6 für Luzern und ein Einzelgänger für Zofingen. Im Ständerat fielen 21 Stimmen auf Bern, 13 auf Zürich und 3 auf Luzern. Die Abgeordneten aus den französischsprachigen Kantonen (Genf, Waadt, Wallis und Neuenburg) sprachen sich für Bern aus, ebenfalls diejenigen aus Freiburg, Solothurn sowie den beiden Basel (Stadt und Landschaft). Demgegenüber vermochte Zürich nicht die ganze Ostschweiz für sich zu gewinnen; insbesondere die Mehrheit der Abgeordneten aus St. Gallen stimmte für Bern.
Die Wahl von Bern (nach Hans Schneider «das Bindeglied zwischen Deutsch und Welsch») diente der nationalen Einheit des Landes, insbesondere unmittelbar nach dem Sonderbundskrieg. Bereits während der Kampagne zur Wahl wurde ein Ausgleich für die nichtgewählte Stadt in Aussicht gestellt. Zürich erhielt die Eidgenössische Technische Hochschule und Lausanne das Schweizerische Bundesgericht. Luzern erhielt erst 1917 das weniger bedeutende Eidgenössische Versicherungsgericht, das heute Teil des Bundesgerichts ist.

### Geltende Regelung
Ein Bundesgesetz, das den Status der Stadt Bern als Bundesstadt verankert und das Verhältnis des Bundes zur Stadt Bern regelt, gibt es nicht, und die geltende Bundesverfassung enthält keine Bestimmungen zur Bundesstadt.

Bern um 1858 mit dem von der Stadt Bern gebauten Bundes-Rathaus (rechts im Bild mit Fahne)

#### Leistungen der Stadt Bern an den Bundessitz
Bei den kantonalen Wahlen im Jahr 1850 fand im Kanton Bern ein konservativer Umschwung statt. In der Folge verlangte die Eidgenossenschaft Bestimmungen zum Schutz der Bundesbehörden und erliess 1851 das sogenannte Garantiegesetz. Art. 108 der Bundesverfassung von 1848 wurde in der revidierten Verfassung von 1874 in Art. 115 übernommen. 1875 wurden in einer Übereinkunft zwischen Bundesrat und Berner Gemeinderat die «Leistungen der Stadt Bern an den Bundessitz» schriftlich festgelegt. Im Bereich Sicherheit bestehen zwei Vereinbarungen über Massnahmen zur Wahrung der inneren Sicherheit von März 1997.

#### Regierungs- und Verwaltungsorganisationsgesetz und Parlamentsgesetz
Im geltenden Regierungs- und Verwaltungsorganisationsgesetz (RVOG) vom 21. März 1997 wurde in Art. 58 Bern als Amtssitz des Bundesrats, seiner sieben Departemente sowie der Bundeskanzlei bestätigt. Bern als Sitz der Bundesversammlung ist im Parlamentsgesetz vom 13. Dezember 2002 in Art. 32 festgelegt. Die Bundesversammlung kann mit einfachem Bundesbeschluss beschliessen, ausnahmsweise an einem anderen Ort zu tagen (Sessionen «extra muros»), was sie in den Jahren 1993, 2001 und 2006 getan hat.

#### Dezentralisierung
Im Rahmen der Regionalisierung seit den 1990er Jahren wurden die Bundesbehörden teilweise dezentralisiert und mehrere Bundesämter von Bern in andere Städte und Regionen verlegt, so namentlich das Bundesamt für Statistik (BFS) nach Neuenburg, das Bundesamt für Kommunikation (BAKOM) nach Biel/Bienne und das Bundesamt für Wohnungswesen (BWO) nach Grenchen; letzteres befindet sich seit Dezember 2021 wieder in Bern.
Auch die Justiz ist dezentralisiert. Das oberste Gericht, das Schweizerische Bundesgericht, hat seinen Sitz in Lausanne. Die sozialrechtlichen Abteilungen des Bundesgerichts sind seit langem in Luzern angesiedelt (1917 bis 2006 unter dem Namen Eidgenössisches Versicherungsgericht).
Der Sitz des Bundesverwaltungsgerichts befindet sich seit 2012 in St. Gallen. Vorher befand es sich, seit der Aufnahme seiner Tätigkeit im Jahre 2007, provisorisch in Bern. Das Bundesstrafgericht hat 2004 seine Tätigkeit in Bellinzona im Kanton Tessin aufgenommen.

#### Neuregelung zwischen Bund und Stadt Bern
Im Jahre 2002 wandten sich der Regierungsrat des Kantons Bern und der Gemeinderat der Stadt Bern an die Bundesbehörden mit dem Wunsch, die bestehenden partnerschaftlichen Beziehungen zwischen dem Bund und der Stadt Bern rechtlich zu verankern. In der Folge wurde eine tripartite Arbeitsgruppe «Bundesstadtstatus» eingesetzt, welche die bundesstadtspezifischen Fragen klären sollte. Die Arbeitsgruppe kam zum Schluss, eine Neuregelung des Bundesstadtstatus sei notwendig und sollte in einem neuen Bundesstadtgesetz erfolgen. Nach Prüfung eines Vorentwurfs zum Bundesstadtgesetz verneinte der Bundesrat jedoch die Notwendigkeit einer Neuregelung der Beziehungen zwischen dem Bund und der Stadt Bern und befand im Oktober 2004, dass die bisherigen Regelungen vollauf genügen. Die Ausarbeitung eines Bundesstadtgesetzes wird deswegen von den Bundesbehörden nicht mehr weiterverfolgt.